# 三氯化砷
三氯化砷是一種無機砷化合物，是含有劇毒而無色的液體，不純時可能會是黃色。它是一种共价化合物，同时也是一种路易斯酸，具有腐蚀性。

## 合成
於80-85℃用砷及氯合成。
2 As +  3 Cl2   →   2 AsCl3
也可使用砷氧化物和硫氯化物反應，這種方法只需要簡單的儀器就能高效率地反应：
2 As2O3  +  6 S2Cl2   →   4 AsCl3  +  3 SO2  +  9 S